# Ion Românu
Ion Românu (n. 7 aprilie 1918, Soceni, – d. 1980, Timișoara) a fost un muzician, interpret (vioară) și dirijor, director al Filarmonicii „Banatul” din Timișoara în perioada 1957–1979.

## Studii
Între 1929–1937 a urmat Școala Normală de Învățători Caransebeș, apoi Academia de Muzică și Artă Dramatică din Cluj (Conservatorul din Cluj), în ultimii trei ani la Timișoara, unde Conservatorul era refugiat,

## Activitate
După absolvire, în 1943, a venit la Reșița, unde, prin Reuniunea Română de Cântări și Muzică din Reșița-Montană și Reuniunea de Cântări, Lectură și Muzică a Plugarilor Români din Reșița-Română exista o bogată tradiție a muzicii corale. Aici a dirijat corul Școlii Tehnice Medii a Uzinelor și Domeniilor Reșița și corul Catedralei Ortodoxe. În 1947 a preluat corul mare al Combinatului Metalurgic Reșița, cu care a câștigat de 5 ori locul I pe țară la concursurile de amatori.
În 1955 s-a mutat la Timișoara, unde a fost profesor la liceul de muzică, iar din 1960 profesor la Facultatea de Muzică a Universității de Vest din Timișoara. Din 1957 a fost director al Filarmonicii „Banatul”, până la pensionare, în 1979. În perioada 1957–1969 a fost dirijor al corului filarmonicii, alături de Mircea Hoinic. A introdus în repertoriul corului muzica a cappella.
Casa de discuri Electrecord a înregistrat interpretări muzicale ale unor coruri dirijate de el.

## Memoria posterității
Un bust al său, realizat de Aurel Gheorghe Ardeleanu, a fost dezvelit la 2 august 2013 pe Aleea Personalităților din Timișoara. O copie a acestui bust a fost dezvelită la 4 aprilie 2014 la Reșița, fiind amplasat în fața Palatului Cultural. Există păreri cum că acest bust era mai normal să fi fost amplasat în fața Casei de Cultură a Sindicatelor din Reșița, unde a activat Ion Românu, nu în fața Palatului Cultural, unde el n-a activat niciodată.
Numele său îl poartă:
- Școala Populară de Arte și Meserii „Ion Românu” din Reșița;[13]
- Festivalul coral de muzică bisericească „Ion Românu”, care în 2016 ajunsese la a XVIII-a ediție;[5]
- Corul „Ion Românu” al Filarmonicii „Banatul”;[14][15]
- O stradă în Timișoara.[16]

## Distincții
- Ordinul Meritul Cultural clasa a IV-a (12 septembrie 1968) „pentru merite deosebite în activitatea muzicală”[17]